# MTOPIA
《MTOPIA》（韓語：M토피아），是SM娛樂超級男團SuperM的首部真人秀，主要展現成員們的首次韓國國内（臨津江）3天2夜旅行。該節目由SM C&C和Wavve製作，共有12集。節目從2020年9月23日開始每週三韓國時間上午11時，通過韓國收費視頻平台Wavve公開2集。泰國TrueID同步播出，而SM C&C的YouTube官方頻道隔天韓國時間下午6時更新。

## 節目簡介
節目主要展現SuperM在韓國臨津江的3天2夜的旅行，展現成員們在休假時最真實的模樣，從大規模的遊戲任務到可愛的吃播，將給粉絲們帶來笑聲不斷的旅行遊記。旅途中，成員們將會通過不同遊戲換取M幣，所獲得的M幣有機會在節目尾聲轉換成禮物。

## 節目成員
| 姓名     | 出生日期      |
| -------- | ------------- |
| Baekhyun | 1992年5月6日  |
| 泰民     | 1993年7月18日 |
| Kai      | 1994年1月14日 |
| 泰容     | 1995年7月1日  |
| Ten      | 1996年2月27日 |
| Lucas    | 1999年1月25日 |
| Mark     | 1999年8月2日  |

## 節目內容
| 集數 | 播放日期 （YouTube上傳日期）      | 節目內容                                                                                         |
| ---- | --------------------------------- | ------------------------------------------------------------------------------------------------ |
| 1    | 2020年9月23日 （2020年9月24日）   | 出發去採訪；乘車出遊，Ten和Lucas送成員親手製作的手鍊，剪刀石頭布選出下車即入水者，腦筋急轉彎任務 |
| 2    | 2020年9月23日 （2020年9月24日）   | 豐盛韓食午餐，芥末壽司福不福；抵達營地，伯賢愿賭服輸下水，全員泳池戲水                           |
| 3    | 2020年9月30日 （2020年10月1日）   | 室內衝浪；水上滑板，                                                                             |
| 4    | 2020年9月30日 （2020年10月1日）   | 水上滑板，剪刀石頭布挨水劈，香蕉船體驗；泰民市集任務，完成晚餐材料選購併猜出各個成員選擇的食物   |
| 5    | 2020年10月14日 （2020年10月15日） | 野營料理；Liar遊戲                                                                               |
| 6    | 2020年10月14日 （2020年10月15日） | Liar遊戲；選室友入住露營車；泰容和馬克準備早餐                                                   |
| 7    | 2020年10月21日 （2020年10月22日） | 西裝變身，乘坐超豪華加長豪車，黑手黨遊戲；抵達村莊參加“婚禮”，受困於婚禮禮堂，開啟密室逃脫遊戲   |
| 8    | 2020年10月21日 （2020年10月22日） | 婚禮禮堂密室逃脫；享用美食                                                                       |
| 9    | 2020年10月28日 （2020年10月29日） | 卡丁車競賽；享用晚餐，外國成員初嘗蕎麥麵；出發前往最後一晚的豪華別墅住宿                         |
| 10   | 2020年10月28日 （2020年10月29日） | 豪華別墅分房遊戲：土司遊戲、守住紙杯、唱童謠撲通撲通對上數字舉手的遊戲                           |
| 11   | 2020年11月4日 （2020年11月5日）   | 豪華別墅分房遊戲：文字身體遊戲、水火遊戲；忙內Mark&Lucas掰手腕；享用刀切面與水餃的早餐           |
| 12   | 2020年11月4日 （2020年11月5日）   | 乘坐蓬船；享用最後的臨津江美食；M幣結算，獲取錢幣通過夾娃娃機選取禮物                            |

## 外部連結
- 泰国TrueID官方網站 （页面存档备份，存于）（泰文）